# هنریک اویاما
هنریک اویاما (استونیایی: Henrik Ojamaa؛ زادهٔ ۲۰ مهٔ ۱۹۹۱) بازیکن فوتبال اهل استونی است.
از باشگاه‌هایی که در آن بازی کرده‌است می‌توان به باشگاه فوتبال استافورد رانجرز، باشگاه فوتبال مادرول، باشگاه فوتبال دربی کانتی، باشگاه فوتبال فورتونا سیتارد، باشگاه فوتبال لگیا ورشو، باشگاه فوتبال سوئیندون تاون، و باشگاه فوتبال آلمانیا آخن اشاره کرد.
وی همچنین در تیم‌های ملی فوتبال زیر ۲۱ سال استونی و استونی بازی کرده‌است.